# Hamburger Senat 1919–1933

Flagge des Hamburger Senats

Der neue, demokratische Hamburger Senat wurde erstmals am 28. März 1919 von der Bürgerschaft gewählt, getragen von einer Koalition aus der Deutschen Demokratischen Partei und der SPD. Die SPD hielt sich als stärkste Fraktion zurück: sie stellte nicht den Ersten Bürgermeister, sondern ließ zu, dass dieser Posten im Sinne personeller Kontinuität von Senatoren übernommen wurde, die schon dem Vorkriegssenat angehört hatten. Mit der USPD wurde aufgrund eines sehr harten Wahlkampfes eine Koalition von Seiten der SPD ausgeschlossen. Mit der Bürgerschaftswahl vom 26. Oktober 1924 hatte die bisherige Koalition keine Mehrheit mehr. Die Deutsche Volkspartei wurde in die Koalition mit aufgenommen und stellte ab 18. März 1925 mehrere Senatoren. Nach der Wahl vom 27. September 1931 hatte der amtierende Senat seine Mehrheit in der Bürgerschaft verloren. Da aber kein neuer Senat gewählt werden konnte, führte der alte Senat die Geschäfte weiter.

## Vorgeschichte
Während der Novemberrevolution übernahmen revolutionäre Arbeiter und Soldaten am 5. November 1918 nach kurzen Kämpfen die Macht in Hamburg. Nachdem die regierungstreuen Truppen ausgeschaltet waren, wurde spontan ein Arbeiter- und Soldatenrat gebildet. Am 6. November 1918 wurde der Arbeiter- und Soldatenrat vom Senat als oberstes Regierungsorgan faktisch anerkannt. Am 8. November 1918 wurde der Arbeiter- und Soldatenrat formal neu gewählt und damit legitimiert. Politisch wurde der Rat von USPD und Linksradikalen dominiert. Der Arbeiter- und Soldatenrat tagte in Permanenz im Hamburger Rathaus und regierte die folgenden vier Monate Hamburg. Am 12. November wurden Dr. Heinrich Laufenberg und Wilhelm Heise zu den Vorsitzenden des Arbeiter- und Soldatenrates gewählt. Im ersten revolutionären Eifer wurde der Senat am 12. November abgeschafft. Da sich aber dessen Sachverstand als unersetzlich erwies, wurde der alte Senat am 18. November wieder als oberste Behördeninstanz eingesetzt. Nachdem im Januar 1919 der Spartakusaufstand scheiterte und als Folge USPD und Linksradikale entmachtet wurden, gelang es der SPD, ihre Interessen im Arbeiter- und Soldatenrat durchzusetzen. Heinrich Laufenberg und Wilhelm Heise schieden am 20. Januar 1919 aus dem Rat aus und Berthold Grosse und Karl Hense, die beide der SPD angehörten, wurden zu den Vorsitzenden des Arbeiter- und Soldatenrates gewählt. Diese setzten eine Neuwahl der Bürgerschaft in freier und gleicher Wahl am 16. März 1919 fest. In der konstituierenden Bürgerschaftssitzung am 26. März 1919 übergab der Arbeiter- und Soldatenrat die Macht an die Bürgerschaft und löste sich anschließend faktisch auf. Der alte Senat trat am 27. März 1919 geschlossen zurück.

## Senatoren
Im Folgenden sind die von der Bürgerschaft gewählten Senatoren dargestellt.
Heinrich Lorenz und Henry Everling, die beide für die SPD in den Senat gewählt worden waren, verließen diesen nach knapp 3 Monaten, um in ihre früheren Stellungen in der GEG bzw. der Konsumgenossenschaft Produktion zurückzukehren. Es ist deutlich, dass sich die Anzahl der „bürgerlichen Senatoren“ (DDP, DVP) mit denen der SPD in etwa die Waage hielten.
Am 20. Juni 1929 schied Max Mendel aus dem Senat aus. Gesundheitliche Gründe für sein Ausscheiden aus dem Senat werden vereinzelt als vorgeschoben angesehen. Möglicherweise gab seine jüdische Herkunft beim Rückzug aus dem Senat den Ausschlag. Mit ihm und Senator Carl Cohn von der DDP schieden die beiden einzigen jüdischen Politiker aus dem Hamburger Senat aus.
Am 15. September 1931, während der Wirtschaftskrise, wurde der Senat von 16 auf 12 Mitglieder verkleinert; Arnold Nöldeke (DDP), Franz Heinrich Witthoefft (DVP), Richard Perner (SPD) und Heinrich Stubbe (SPD) traten zurück.

## Ressortverteilung
Die Ressortverteilung des Senats ist nicht einfach darzustellen. So gab es beispielsweise weiterhin unterschiedliche Deputationen, Ämter und Kommissionen, denen teilweise mehrere Senatoren angehörten. Es wird im Folgenden dargestellt, welcher Senator Präsident eines Verwaltungszweiges war.

## Staatsräte
Vom alten Senat wurde auch das Prinzip der nicht stimmberechtigten Senatsmitglieder übernommen. 1919 wurden noch die alten Amtstitel Senatssekretär und Syndicus für die Staatssekretäre verwendet. Dieses althergebrachte Vorgehen wurde mit dem 24. Juni 1920 reformiert: alle nicht stimmberechtigten Senatsmitglieder erhielten den neugeschaffenen Rang des Staatsrates.
Im Folgenden sind die einzelnen Staatsräte dargestellt.

## Oktober 1931
| Partei             | % der Stimmen | Sitze |
| ------------------ | ------------- | ----- |
| KPD                | 21,86         | 35    |
| SPD                | 27,81         | 46    |
| DStP               | 8,70          | 14    |
| DVP                | 4,79          | 7     |
| Zentrum            | 1,40          | 2     |
| DNVP               | 5,61          | 9     |
| Mittelstandspartei | 1,47          | 2     |
| Volksdienst        | 1,41          | 2     |
| NSDAP              | 26,25         | 43    |

Bei der Bürgerschaftswahl am 27. September 1931 verlor die bisherige Koalition aus SPD, DStP und DVP ihre Mehrheit. Die NSDAP hatte einen erdrutschartigen Sieg erzielt: sie erhielt 26 Prozent der abgegebenen Stimmen (nach 2 % im Jahr 1928) und konnte die zweitstärkste Bürgerschaftsfraktion bilden. Die KPD erhielt knapp 22 % (nach 16 % im Jahr 1928). Die senatstragenden Parteien verloren deutlich an Stimmen: die SPD von 35 % 1928 auf 28 %, die DStP von 12 % (1928 noch als DDP) auf 9 % 1931 und die DVP von 12 % auf 5 %. In Anbetracht dessen trat der Senat zum 4. Oktober 1931 komplett zurück. Nach Artikel 37 der Hamburgischen Verfassung führte der Senat die Geschäfte so lange weiter, bis ein neuer Senat gewählt war. Da sich in der Bürgerschaft keine neue Mehrheit für einen Senat fand, blieben die bisherigen Amtsinhaber im Amt. Eine Koalition aus KPD und SPD hätte eine knappe Mehrheit gehabt, aber nach dem Hamburger Aufstand von 1923 erschien eine Zusammenarbeit der beiden Arbeiterparteien nicht denkbar. Da es in der Bürgerschaft drei starke Blöcke gab, die sich gegenseitig blockierten, konnte keine neue Regierung gebildet werden. Auch die gesetzgeberische Tätigkeit der Bürgerschaft kam praktisch zum Erliegen. Diese Situation nützte kurzfristig den Parteien, die den alten Senat gestellt hatten: sie konnten weiter regieren; langfristig war der Senat nicht handlungsfähig (wovon NSDAP und KPD profitierten). 
Die Neuwahl am 24. April 1932 änderte diesen Zustand: einerseits wurde die NSDAP zur stärksten Kraft in der Bürgerschaft und andererseits verlor die KPD deutlich, sodass eine Koalition aus Bürgerlichen Parteien und NSDAP rechnerisch möglich wurde.

## März 1933
Am 2. März 1933 forderte Reichsinnenminister Wilhelm Frick (NSDAP) vom Hamburger Senat das Verbot der sozialdemokratisch ausgerichteten Zeitung Hamburger Echo. Am folgenden Tag traten alle Senatoren, die der SPD angehörten, zurück, da sie einerseits dem Verbot nicht zustimmen und andererseits keinen Anlass zu einem Eingriff in die Hamburger Unabhängigkeit bieten wollten. Polizeiherr wurde am 3. März 1933 Paul de Chapeaurouge. Nach der Reichstagswahl vom 5. März 1933 besetzten abends SA-Einheiten das Rathaus. Carl Wilhelm Petersen, schon seit mehreren Wochen schwer erkrankt, trat von seinem Amt zurück. Nach Schließung der Wahllokale ernannte Wilhelm Frick SA-Standartenführer Alfred Richter (NSDAP) zum Reichskommissar und Polizeiherren in Hamburg. Daraufhin trat Paul de Chapeaurouge am 6. März als Senator zurück. Am 8. März 1933 wurde durch eine Koalition aus NSDAP, Staatspartei, DNVP und DVP ein neuer Senat gewählt.